# Cas Llucmajor
El Cas Llucmajor va ser un cas de corrupció esdevingut al municipi mallorquí de Llucmajor entre els anys 2000 i 2003.

## Implicats
Els principals implicats en aquest cas foren Lluc Tomàs (PP Balear), batlle del municipi i Joaquín Rabasco (Agrupación Social Independiente), alcalde pedani de la localitat turística de l'Arenal.
S'acusà Joaquín Rabasco d'apropiar-se de més d'un milió d'euros de fons públics amb la col·laboració de l'empresària María del Amor Aldao a través de tot un entramat d'empreses. L'acusació recaiguda sobre Lluc Tomàs fou la de conèixer i consentir aquests fets delictius. El fiscal va demanar un total de 8 de presó per a Lluc Tomàs, 15 per a Maria del Mar Aldao i 18 per a Joaquín Rabasco.

## Resolucions judicials

### Sentència de l'Audiència Provincial de 17 de novembre de 2008
Després de celebrar-se el judici, el 17 de novembre de 2008 es va dictar sentència per la qual el batle de Llucmajor, Lluc Tomàs (PP), fou condemnat a 3 anys de presó i 8 d'inhabilitació absoluta per haver malversat doblers públics a través de la seva participació en la trama de corrupció política i empresarial coordinada per l'exregidor del consistori i líder de la formació d'extrema dreta ASI, Joaquín Rabasco, condemnat a 6 anys de presó i 8 d'inhabilitació absoluta. El líder d'ASI, que va ser condemnat per malversació de doblers públics i per aixecament de béns, havia de pagar també una multa de 10.800 euros per indemnitzar el consistori llucmajorer, després de saber la sentència Rabasco es passejà casa per casa a Llucmajor demanant doblers per a pagar la fiança. La tercera persona condemnada fou Maria del Amor Aldao, exsecretària del partit espanyolista i companya sentimental del seu líder. La sentència estableix per a ella 3 anys de presó, 6 d'inhabilitació absoluta i 2 160 euros de multa.
Els tres condemnats són responsables, a més, de l'extracció de més de 681.000 euros de l'Ajuntament de Llucmajor en benefici de Rabasco i el seu partit. La quantitat amb la qual hauran d'indemnitzar els ciutadans de Llucmajor conjuntament i en proporció a les seves possibilitats. Així, la secció segona de l'Audiència Provincial de Palma, presidida pel magistrat Joan Catany, considera demostrada l'existència de la trama empresarial dirigida per Rabasco dins l'Ajuntament de Llucmajor. La sentència condemnatòria en descriu al detall el funcionament, els delictes que es cometeren, les responsabilitats de cadascú i el total de doblers que va perdre l'Ajuntament.
Així, l'Alt Tribunal assegura que Rabasco "es concertà" amb la seva companya sentimental per crear un "entramat" de quatre empreses amb "la finalitat d'aprofitar-se de la seva condició de regidor i de la influència" del partit d'extrema dreta per contactar de manera avantatjosa amb el consistori. Per aconseguir-ho, assenyala la sentència, la parella gaudí de la col·laboració "necessària i imprescindible" de Lluc Tomàs. El batle del PP, que era l'única persona amb capacitat de contractació municipal, accedia a les peticions del líder d'ASI malgrat que era conscient que suposava un perjudici per als fons municipals.
Així, Tomàs, Rabasco i Del Amor Aldao perjudicaren l'Ajuntament, ja que n'extragueren un total de 681.000 euros en benefici del líder ultradretà i del seu partit polític. La sentència també assenyala que el batle Lluc Tomàs acordà les adjudicacions i pagaments a les empreses vinculades a Rabasco i ASI després de pactar que el grup polític "li donaria suport en les decisions i votacions". Així, Tomàs també nomenà el cap de la trama, Joaquín Rabasco, com a batle delegat a l'Arenal, com a segon tinent de batle de Llucmajor i com a regidor d'Esports i Festes. A més, l'edil "es comprometé a facilitar qualsevol adjudicació i contractació" que es fes en l'esfera de les funcions del regidor Rabasco a les societats que aquest designàs.

### Sentència del Tribunal Suprem de 3 de març de 2009
Les tres penes de presó, superiors als 2 anys, suposaven l'ingrés directe dels condemnats, però quedaren en suspens en ser recorregudes davant el Tribunal Suprem. Aquest va resoldre els recursos de cassació interposats en la sentència de 3 de març de 2010, donada a conèixer el 22 d'abril de 2010. Aquesta sentència va anul·lar la dictada per l'Audiència Provincial de Palma perquè, sense necessitat que hi hagués un nou judici, resolgués "les greus deficiències" detectades pels mateixos magistrats que la varen redactar. Un dels motius pels quals es va decidir anul·lar la resolució és que s'estimava que "viola el dret a la tutela judicial efectiva" per defectes de motivació, omissió de les proves de la defensa i també per violació del dret a la presumpció d'innocència. El Suprem considerà que la prova indiciària estava valorada incorrectament i que "de cap manera permet arribar a les conclusions condemnatòries exposades". A més, "a la motivació de la sentència, s'expressen dubtes sobre la culpabilitat del batle, que n'hauria d'impedir la condemna. Afegí que "hi sobren afirmacions i hi falten acreditacions".

### Nova sentència de l'Audiència Provincial
Arran de la decisió del Tribunal Suprem, l'Audiència Provincial va haver de dictar una nova sentència en data 25 de novembre de 2010. En ella, els magistrats mantingueren tots i cada un dels fonaments jurídics de l'anterior pronunciament, limitant-se a complementar les deficiències de motivació detectades pel Suprem. En conseqüència, el resultat i les penes imposades als imputats foren exactament els mateixos.

### Sentència del Tribunal Suprem de 15 de març de 2012
Finalment, el Tribunal Suprem va anul·lar (amb el vot particular de dos dels seus magistrats) la sentència de l'Audiència Provincial de 25 de novembre de 2010 i va absoldre Lluc Tomàs de tots els càrrecs, reduint les penes de Joaquín Rabasco i de Maria del Amor Aldao a dos anys de presó i vuit d'inhabilitació, i a un any de presó, respectivament. D'aquesta manera, cap dels implicats va haver d'ingressar a la presó.